# 1997
Cette page concerne l'année 1997 (MCMXCVII en chiffres romains) du calendrier grégorien.
 (avril 2023).
Si vous disposez d'ouvrages ou d'articles de référence ou si vous connaissez des sites web de qualité traitant du thème abordé ici, merci de compléter l'article en donnant les références utiles à sa vérifiabilité et en les liant à la section « Notes et références ».
L'année 1997 est une année commune qui commence un mercredi.

## Chronologie territoriale

### Monde
- Le phénomène climatique El Niño cause de fortes perturbations
- 8-9 juillet : sommet de l’OTAN à Madrid[1].
- 2-13 novembre : conférence sur le réchauffement de la terre, à Buenos Aires.
- 1er décembre : conférence des Nations unies sur l'effet de serre à Kyōto : 160 pays décident une réduction de 5,2 % des émissions de gaz à effet de serre d'ici à 2012 (voir Protocole de Kyōto).
- 13 décembre : l'OMC décide de libéraliser les flux financiers à partir de mars 1999.
- 3 - 4 décembre : conférence d’Ottawa. Traité sur l’interdiction de l’emploi, du stockage, de la production et du transfert des mines antipersonnel et sur leur destruction, signé à Ottawa. Trente-cinq pays seront signataires du traité entré en vigueur le 1er mars 1999. Cinquante autres pays n’ont pas signé, dont les États-Unis, la Russie et la Chine.

### Afrique
- 11 avril : gouvernement d'union et de réconciliation en Angola après plus de vingt ans de guerre civile.
- 17 mai : fin de la Première guerre du Congo. Les troupes de l’AFDL entrent à Kinshasa. Victoire de Laurent-Désiré Kabila au terme de plusieurs semaines de combats au Zaïre (ex-Congo belge), qui reprend son nom de Congo, devenant la République démocratique du Congo.
- 25 mai : coup d'État en Sierra Leone, durant la guerre civile, qui oblige à l'exil le président élu Ahmad Tejan Kabbah. Johnny Paul Koroma est libéré.
- 5 juin : guerre civile en République du Congo (ex-Congo français).
- 8 juin : Alpha Oumar Konaré, Président de la République du Mali, entame un second mandat de cinq ans.
- 2 août : 
  - Charles Taylor est élu président de la république du Liberia avec 75 % des voix.
  - Début de la crise séparatiste aux Comores ; elle va durer jusqu'en 2001.
- 29 août : intervention d’une force d’interposition ouest Africaine pour rétablir le président de la Sierra Leone Ahmad Tejan Kabbah chassé par des soldats mutinés.
- 8 septembre : la République démocratique du Congo adhère à la SADC. Les Seychelles adhèrent à la SADC mais la quittent le 1er juillet 2004.
- 16 octobre : fin de la guerre civile du Congo-Brazzaville. Prise du pouvoir par la force par Denis Sassou-Nguesso au Congo (Brazzaville).
- 25 octobre : Denis Sassou-Nguesso reprend le pouvoir au Congo-Brazzaville après la victoire de ses milices.
- 4 novembre : embargo américain sur le Soudan, pour cause de soutien au terrorisme.
- Le revenu moyen africain représente 7 % du revenu des pays développés. Les taux de mortalité des enfants et des adolescents sont respectivement de 105 et 169 pour mille en Afrique. Le ratio est de 16 médecins pour 100 000 habitants.

#### Algérie
- Février : création du Rassemblement national démocratique (RND), parti de l'armée.
- 5 juin : élections législatives. Victoire du Rassemblement national démocratique (RND).
- Juillet-décembre: plusieurs dizaines de milliers de personnes sont massacrées par des groupes armés, principalement dans les petites localités de l'algérois.
- 22 septembre : massacre de Bentalha, village à 20 km de la banlieue d'Alger. Plus de 800 morts en une seule nuit.
- 1er octobre : trêve unilatérale décrétée par l'Armée islamique du salut (AIS).
- 23 octobre : élections municipales, remportées par le RND.
- 24 octobre : large victoire du président Liamine Zéroual aux élections communales en Algérie.
  - 40 000 personnes massacrées par les groupes armés en cours d'année

### Amérique
- 6 février : Au Mexique, le général José Gutiérrez Rebollo est incarcéré pour liens avec le crime organisé. L'enquête montre que c'est un agent du mafieux Amado Carrillo Fuentes, à la tête du cartel de Juarez.
- 6 juillet : victoire de l'opposition mexicaine lors des élections législatives, contre le PRI.
- 21-28 octobre : début des krachs à Hong Kong, Wall Street et en Amérique latine.

### Asie

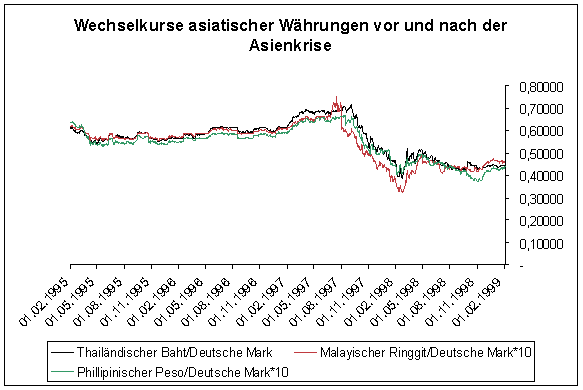
2 juillet : Crise économique asiatique.

- 4 février : Benazir Bhutto est battue aux élections par Nawaz Sharif, chef de la Ligue musulmane du Pakistan (N).
- 19 février : mort de Deng Xiaoping.
- 21 avril : désignation d'un nouveau premier ministre en Inde : Inder Kumar Gujral.
- Juin-juillet : Crise politique et coup de force au Cambodge. Hun Sen évince par la force Norodom Ranariddh; Pol Pot fait assassiner Son Sen et est lui-même renversé par Ta Mok.
- 1er juillet : rétrocession de Hong Kong à la République populaire de Chine.
- 2 juillet : début d'une importante crise en Asie du Sud Est : la Thaïlande entraîne d'autres pays voisins (Indonésie, Corée du Sud, Malaisie, Philippines, Taïwan, Singapour) dans la crise.
- 6 juillet : au Cambodge, Ung Huot est nommé « Premier ministre » en remplacement de Norodom Ranariddh.
- 17 juillet : l’intouchable (dalit) K. R. Narayanan, est élu président de la République Indienne.
- 23 juillet : le Laos et la Birmanie adhèrent à l’ASEAN.
- 25 juillet : jugé par les siens, Pol Pot est condamné à une peine d'emprisonnement à perpétuité[2].
- Août-septembre : gigantesques incendies en Indonésie et dans le reste de la région, dus aux défrichements abusifs.
- 12 septembre : renforcement des pouvoirs de Jiang Zemin lors du 15e congrès du PCC.
- 8 octobre : l'Indonésie demande une aide de 4 à 6 milliards de dollars au FMI et à la Banque mondiale.
- 21-28 octobre : début des krachs à Hong Kong, Wall Street et en Amérique latine.
- 1er novembre : plan de sauvetage d'urgence de l'Indonésie, par la Banque mondiale et la Banque asiatique de développement.
- 8 novembre : détournement du Chang Jiang, pour permettre la construction du barrage des trois gorges.
- 9 novembre : changement de premier ministre en Thaïlande, Chuan Leekpai remplace Chavalit.
- 21 novembre : la Corée du Sud demande 60 milliards de dollars d'aide au FMI.
- 24 novembre, Japon : Faillite de Yamaichi, un des quatre grands courtiers en bourse.
- 2 décembre : démission du président pakistanais Farooq Leghari, à la suite d'une crise constitutionnelle l'opposant au Premier ministre Nawaz Sharif.
- 12 décembre : aggravation de la crise en Corée, chute du Won et de la bourse.
- 18 décembre : les conservateurs, au pouvoir depuis 40 ans, sont battus aux élections par le démocrate Kim Dae-jung en Corée du Sud, qui devient président.
- Tibet : publication du rapport secret de 1962 du panchen-lama.

### Proche-Orient
- 1er janvier : déclenchement de l'opération Northern Watch contre l'Irak.
- 15 janvier : accord de Washington entre Palestiniens et Israéliens sur la ville d'Hébron avec la médiation d' Hussein de Jordanie[3]. Impasse dans les négociations israélo-palestiniennes.
- 19 janvier : Yasser Arafat entre à Hébron. L’armée israélienne évacue les deux tiers de la ville. Sur la question de l’autonomie palestinienne, Israël ne propose que des retraits minimes inférieurs aux engagements pris par Rabin.
- 27 février : Israël décide de construire 6500 logements réservés aux Juifs aux portes de Jérusalem-Est.
- 28 février : coup d'État militaire en Turquie.
- 30 mars : massacre de Sanaa, tuerie en milieu scolaire au Yémen.
- 10 mai : un séisme de magnitude 7,3 frappe la ville de Ghayen en Iran.
- 23 mai : victoire d'un modéré à l'élection présidentielle en Iran, Mohammad Khatami, avec 69 % des suffrages (fin en 2001).
- 30 juin : chute du premier ministre turc Necmettin Erbakan. Mesut Yilmaz redevient Premier ministre.
- 1er juillet[4] : l’Australien Richard Butler est nommé à la direction de l’UNSCOM. Il exige de pouvoir visiter les palais présidentiels. L’Irak refuse et l’accuse d’être au service des États-Unis.
- 30 juillet : attentats à Jérusalem provoquant la mort de 13 civils israéliens. Le gouvernement Netanyahou légalise l’usage de la torture contre les suspects palestiniens et cherche à supprimer les permis de séjour des Palestiniens à Jérusalem.
- Juillet : en Arabie saoudite, le nombre de membres du conseil consultatif est porté à 90[5].
- 29 octobre : prémices d'une nouvelle crise entre l'Irak et les États-Unis, concernant les visites des sites militaires irakiens par les inspecteurs de l'ONU. L’Irak expulse les membres américains de l’UNSCOM.
- 6 novembre : échec de pourparlers israélo-palestiniens à Washington.
- 17 novembre : attentat islamiste meurtrier contre des touristes à Louxor : 68 morts, au célèbre site archéologique de Deir el-Bahari, en Égypte.
- 20 novembre : après une médiation russe (18 novembre), Saddam Hussein accepte le retour des membres américains de l’UNSCOM, mais exige que l’UNSCOM achève ses inspections dans un délai de six mois. Les États-Unis refusent et se préparent à de nouvelles actions aériennes.
- 16-18 novembre : la quatrième conférence pour le développement économique du Moyen-Orient à Qatar est boycottée par la majeure partie des pays arabes[6]. Les États-Unis estiment que le processus de paix est en danger. Le secrétaire d’État américaine Madeleine Albright demande une pause dans la colonisation mais Netanyahou, soutenu par le Congrès des États-Unis, refuse.

### Europe
- 9 janvier : en Suisse, un Concordat intercantonal, dont l'entrée en vigueur est prévue en mai 1999, signé entre les cantons de Fribourg, Genève, Jura, Neuchâtel, Valais et Vaud, crée une Haute école spécialisée de Suisse occidentale (HES-SO).
- Janvier : pendant des semaines, des centaines de milliers de Yougoslaves protestent contre la fraude électorale pratiquée par Slobodan Milošević durant les élections municipales.
- 14 février : L' Espagne est en partie paralysée par la grève des camionneurs.
- 23 février : présentation au Royaume-Uni d'un clone de brebis : Dolly (née en juillet 1996)
- Février : insurrection en Albanie, à la suite de l'effondrement d'un système de pyramides financières.
- 28 mars : l'ONU autorise l'envoi d'une force multinationale en Albanie.
- 31 mars : début des négociations en vue de l'adhésion de nouveaux pays à l'UE : Chypre, Estonie, Hongrie, Pologne, Slovénie, République tchèque
- 1er avril : à compter de cette date, le transport aérien européen est dérégulé.
- 1er mai : Les travaillistes remportent une victoire écrasante aux élections de 1997, mettant fin à 18 ans de gouvernement conservateur.

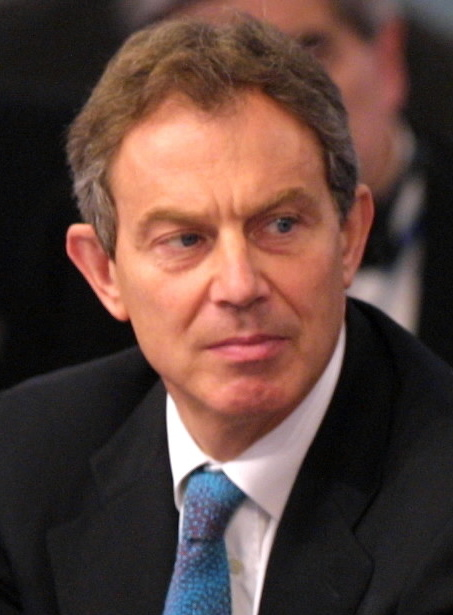
2 mai : Tony Blair a été nommé Premier ministre du Royaume-Uni par Élisabeth II après les élections de 1997.

- 2 mai : John Major a démissionné en tant que Premier ministre du Royaume-Uni et au nom de son gouvernement à la reine. La reine invite alors Tony Blair à former un nouveau gouvernement et le nomme nouveau Premier ministre.
- 6 mai : autonomie de la Banque d'Angleterre pour la fixation des taux d'intérêt.
- 12 mai :  les présidents russe et tchétchène, Boris Eltsine et Aslan Maskhadov, signent au Kremlin un traité de paix.
- 15 juin : réélection pour 5 ans du président croate Franjo Tuđman.
- 17 juin : pour convaincre les Allemands d’abandonner le Deutsche Mark, Helmut Kohl obtient de ses partenaires européens qu’ils concluent un « pacte de stabilité et de croissance » fondé sur la limitation des déficits budgétaires et de la création monétaire nécessaire pour les financer.
- 19 juin : affaire McLibel. « désastreuse victoire » judiciaire de McDonald's contre deux écologistes britanniques : 68 000 £ gagnées après une dépense de 10 000 000 £ de défense et une campagne de presse très défavorable[7]. Les 2 écologistes finiront par gagner leur procès en 2005.
- 26 juin : Bloomsbury Publishing publie Harry Potter à l'école des sorciers de J.K. Rowling à Londres au Royaume-Uni.
- 29 juin : victoire de l'opposition aux élections en Albanie, le président Sali Berisha est renversé, les troubles s'apaisent dans le pays.
- 8 juillet : élargissement programmé de l'OTAN à la Hongrie, la Pologne et la République tchèque.
- 12 juillet : manifestations monstres dans toute l'Espagne, y compris au Pays basque, contre l'ETA après l'assassinat de Miguel Angel Blanco.
- 24 juillet : démission du premier ministre albanais Sali Berisha, désavoué par les électeurs.
- 4 août : mort de Jeanne Calment, à l'âge de 122 ans, l'humain ayant vécu le plus longtemps, dont la date de naissance est certifiée.
- 19-24 août : voyage de Jean-Paul II en France, lors des Journées Mondiales de la Jeunesse.
- 20 août : l'explosion d'un silo portuaire à Blaye provoque 11 morts et conduit à réviser la réglementation des installations classées en France
- 31 août : la princesse de Galles Lady Diana est tuée dans un accident de voiture à Paris, dans le tunnel sous le pont de l'Alma, avec son amant Dodi Al-Fayed et leur chauffeur Henri Paul ; seul survivant, le garde du corps de Fayed, Trevor Rees-Jones.
- 11 septembre : le oui l'emporte (75 %) en Écosse lors du référendum pour la création d'un Parlement et l'ouverture vers l'autonomie législative et fiscale.
- 12 septembre : victoire de la droite lors des élections législatives en Pologne.
- 17 septembre : le pape Jean-Paul II érige l'église du Sacré-Cœur de Marseille (Bouches-du-Rhône, France) en basilique mineure.
- 18 septembre : courte victoire du oui (50,3 %) au pays de Galles lors d'un référendum sur l'autonomie du pays.
- 2 octobre : Union européenne, signature du Traité d'Amsterdam.
- 18 octobre : inauguration du Musée Guggenheim de Bilbao.
- 31 octobre : nouveau gouvernement en Pologne, dirigé par Jerzy Buzek. La gauche doit céder le pouvoir à une majorité de droite organisée autour de la résurgence de Solidarność, alliée à une forte composante libérale.
- 16 novembre : référendum approuvant l'entrée de la Hongrie dans l'OTAN (85 % de oui).
- Suisse : affaire des comptes bancaires non identifiés appartenant à des victimes du nazisme.
- Plus de 30 % des enfants britanniques vivent dans la pauvreté (13 % en Allemagne et 12 % en France).
- Une « grande dépression », plus accentuée que celle de 1929-1933, a frappé tous les pays de l’Est. En 1997, seule la Pologne dépasse son niveau de production industrielle de 1989. Partout ailleurs les performances sont inférieures, l’Albanie, la Roumanie et la Bulgarie étant les pays les plus touchés. La République tchèque stagne. Cette dépression vient de la vétusté de l’outil de production face à la globalisation des échanges. Elle aurait pu être atténuée si l’espace économique de l’ancien COMECON, fondé sur des complémentarités, avait été conservé. Mais le rejet de tout le legs communiste et la montée du nationalisme ont fermé cette voie dès 1990.
  - L’inflation, après avoir fait des ravages au début de la transition économique, finit par être maîtrisée dans les pays les plus avancés (Pologne, Hongrie, République tchèque). La Bulgarie et la Roumanie ne réussissent pas à retarder la hausse des prix à la consommation.
  - Le chômage monte, mais moins vite que l’on ne s’y attendait, vu le déclin du PIB : les grandes entreprises héritées du régime communiste ne sont pas démantelées et conservent une bonne partie de leurs employés en surnombre.
  - Les pays de l’Est, grâce à une main-d’œuvre éduquée et un coût du travail bon marché s’intègrent dans les échanges mondiaux. Il leur faut toutefois atteindre une plus forte productivité, développer un réseau de transports efficace et construire un système bancaire moderne pour s’appuyer sur des financements solides. Le frein des mentalités, mal préparées à la transition, n’est pas négligeable, notamment dans les pays les moins avancés.

## Communauté des États indépendants
- 27 janvier : élection d'un président modéré en Tchétchénie : Aslan Maskhadov.
- 2 avril : accord d'union entre la Russie et la Biélorussie, dans les domaines culturels, militaires et socio-économiques.
- 27 mai : signature d'une charte entre l'OTAN et la Russie sur la sécurité mutuelle.
- 20 juin : admission de la Russie au G7, qui devient ainsi le G8.
- 17 septembre : la Russie est admise au club de Paris.
- 6 octobre : rééchelonnement de 33 milliards de dollars de dettes de la Russie.
- 11 novembre : réouverture de l'oléoduc traversant la Tchétchénie.
- Grande dépression. La production des pays de la CEI n’a cessé de baisser depuis 1989. Des pans entiers de l’économie travaillent très en dessous de leurs capacités ; à part les industries extractrices d’hydrocarbures (surtout le gaz naturel), toutes les branches manufacturières voient leurs ventes s’effondrer. Le repli sur soi de chaque république, l’inconvertibilité des monnaies cloisonnent le vaste marché intérieur de l’ex-URSS. Les usines spécialisées ont du mal à exporter vers les républiques voisines qui étaient leurs clientes, et à s’approvisionner en consommations intermédiaires auprès de leurs anciens fournisseurs. Le système des échanges se bloque progressivement. Les équipements vétustes ne peuvent être remplacés, faute de marges bénéficiaires suffisantes pour investir. L’effondrement de la production entraîne la chute du pouvoir d’achat. La consommation intérieure s’effondre. La demande étrangère de gaz, de pétrole et de minéraux procure aux pays détenteurs de gisements des surplus à leur balance commerciale.
- La majorité de la population s’est appauvrie depuis 1989, mais une minorité de nouveaux riches, souvent issus de la nomenklatura[réf. nécessaire], étale ses goûts de luxe. On assiste à l’effondrement des règles éthiques, à la montée des opérations mafieuses. Une bonne partie de l’aide internationale est détournée, placée dans des banques étrangères, l’exemple venant des plus hautes sphères du pouvoir.

## Distinctions internationales

### Prix Nobel
Les lauréats du Prix Nobel en 1997 sont :
- Prix Nobel de physique : Claude Cohen-Tannoudji, Steven Chu et William D. Phillips
- Prix Nobel de chimie : Paul D. Boyer, John Ernest Walker et Jens Christian Skou
- Prix Nobel de physiologie ou médecine : Stanley Prusiner
- Prix Nobel de littérature : Dario Fo
- Prix Nobel de la paix : Campagne internationale pour l'interdiction des mines antipersonnel et Jody Williams
- « Prix Nobel » d'économie : Robert Merton et Myron Scholes.

### Autres prix
- Prix Pritzker (architecture) : Sverre Fehn.

## Décès en 1997

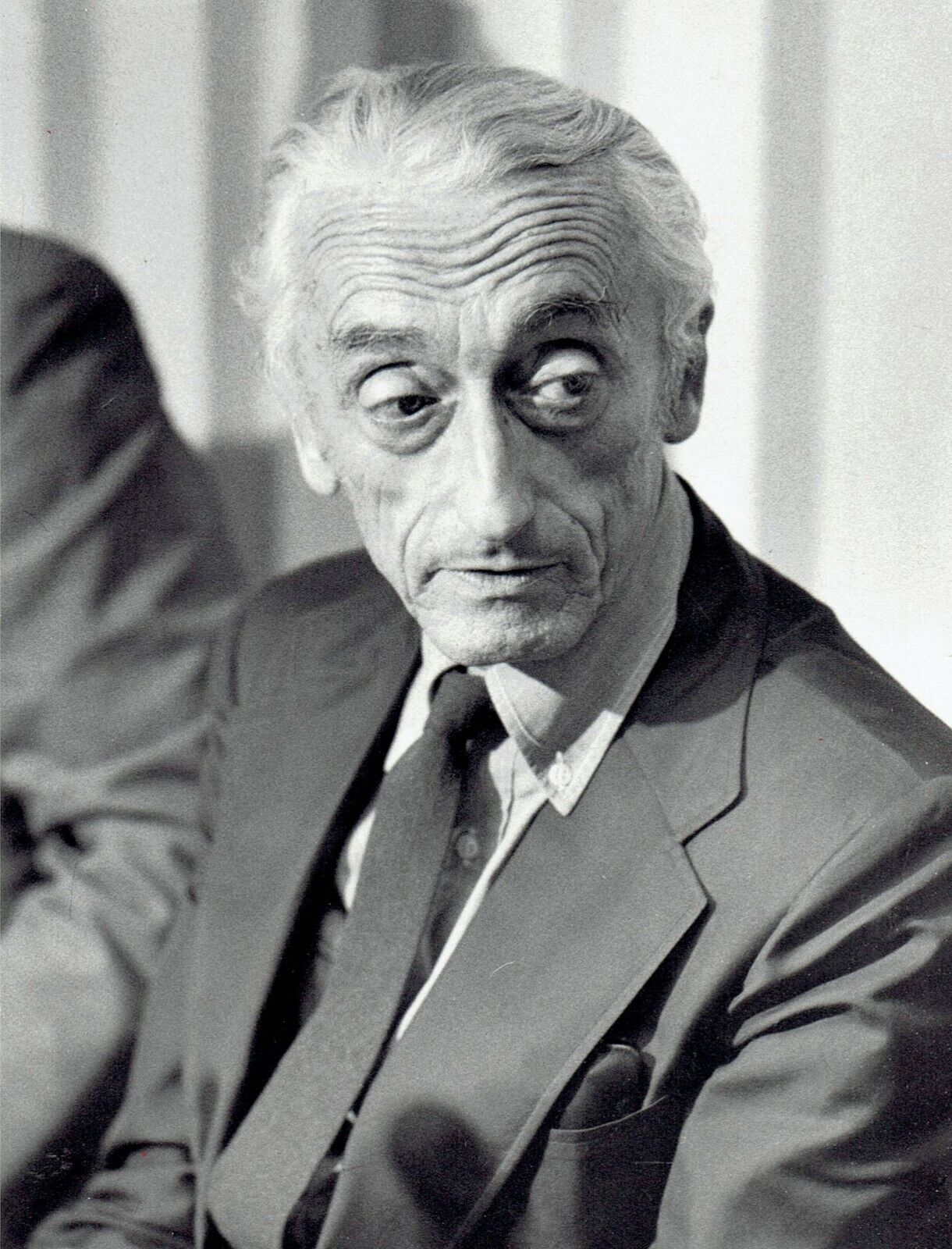
Jacques-Yves Cousteau.

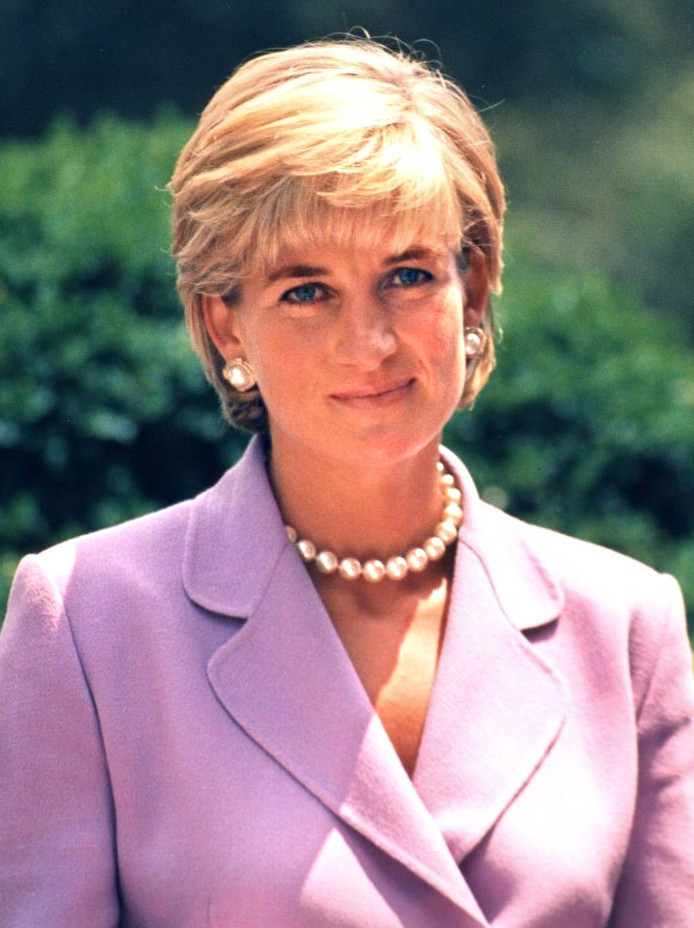
Diana Spencer

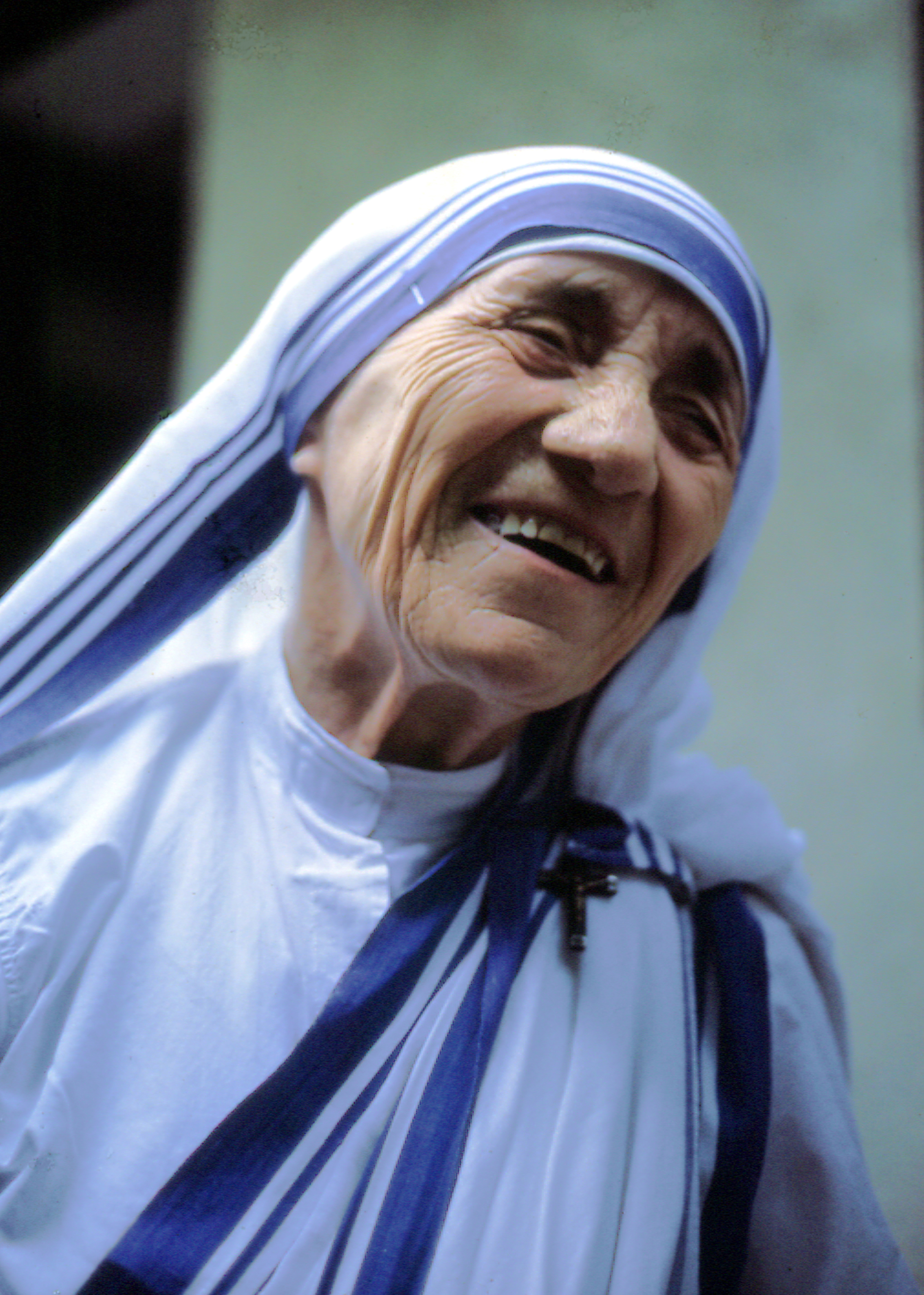
Mère Teresa

Personnalités majeures décédées en 1997
- 5 janvier : André Franquin (dessinateur et scénariste de bande dessinée belge)
- 19 février : Deng Xiaoping (homme politique chinois)
- 15 mars : Victor Vasarely (peintre français d'origine hongroise)
- 19 mars : Willem de Kooning (peintre américain d'origine néerlandaise)
- 9 mai : Marco Ferreri (cinéaste italien)
- 25 juin : Jacques-Yves Cousteau (océanographe français)
- 1 juillet : Robert Mitchum (acteur américain)
- 2 juillet : James Stewart (acteur américain)
- 1 août : Sviatoslav Richter (pianiste russe)
- 31 août : Diana Spencer (princesse de Galles)
- 5 septembre : Mère Teresa (religieuse indienne d'origine albanaise)
- 7 septembre : Mobutu Sese Seko (militaire et homme politique zaïrois)
- 16 novembre : Georges Marchais (homme politique français)
- 24 novembre : Barbara (chanteuse française)
- 1 décembre : Stéphane Grappelli (violoniste de jazz français)